# 馮起龍
冯起龙，福建福清人，清朝政治人物、同進士出身。
嘉慶七年（1802年）壬戌科進士，三甲一百十六名，官汀州府教授。